# Transamerica
Transamerica je hvaljena drama redatelja Duncana Tuckera iz 2005. godine, zapažen zbog neobične tematike i upečatljive izvedbe Felicity Huffman u glavnoj ulozi, kao i skladbe Travellin' Thru poznate glazbenice Dolly Parton, napisane posebno za taj film. Film je jedan od četiri vrlo zapažena filmska uratka LGBT tematike iz 2005.

## Radnja
Tjedan dana prije no što se podvrgne vaginoplastiji, Sabrina 'Bree' Osbourne prima poziv od Tobyja Wilkinsa, mladića uhićenog u New Yorku, koji želi razgovarati sa Stanleyem Shupackom (Sabrinino ime dok je bila muškarcem) i tvrdi da je njegov sin.
Iako Bree nije bila svjesna da ima sina, putuje iz Los Angelesa u New York i izbavlja Tobyja iz zatvora, predstavljajući se kao kršćanska misionarka dobre volje, te predlaže Tobyju da se s njom poveze do zapadne obale, potajice planirajući putem ga ostaviti njegovom poočimu. Kad dozna da je Tobyjev poočim spolni zlostavljatelj, odustaje od tog plana, i nastavlja neobičan put prema Los Angelesu.

## Glavne uloge
- Felicity Huffman kao Sabrina 'Bree' Osbourne, za tu ulogu nominirana za Oscar
- Kevin Zegers kao Toby Wilkins

## Vanjske poveznice
- Službene stranice
- Transamerica u internetskoj bazi filmova IMDb-a